# Owen Hargreaves
Owen Hargreaves (Calgary, Kanada, 1981. január 20. –) angol válogatott labdarúgó, védekező középpályás.

## Családja
Owen a walesi Margaret és az angol Colin Hargreaves három gyermeke közül a legfiatalabb. Szülei az 1980-as évek elején emigráltak Kanadába Nagy-Britanniából. Édesapja a Bolton Wanderers játékosa is volt.
Két bátyja van, Darren és Neil.

## Pályafutása
Hargreaves a helyi Calgary Foothills-ben kezdett el futballozni, s volt is kitől tanulnia, mivel édesapja a Bolton Wanderersben és a Wigan Athleticben játszott fiatalkorában[forrás?]. 
Owen testvére, Darren szintén labdarúgó volt, azonban sorozatos sérülései miatt fel kellett hagynia a sportolással.[forrás?]

### Bayern München
Mikor családjával Németországba költöztek, a fiatal játékos a Bayern München juniorcsapatánál kapott szerződést.
Tengerentúli klubedzőjét, Thomas Niendorf-ot meglátogatta egy régi ismerőse Németországból, a Bayern juniorjainak egykori trénere, Harald Hoppe, aki megjegyezte magának Owen nevét. A bajorok 1996 októberében próbajátékra hívták a játékost s nyártól leigazolták az ificsapathoz.
A középpályást a területi ligás B csapatból 2000-ben vezényelték fel a nagyok közé, s augusztus 12-én mutatkozhatott be a Bundesligában a Hertha ellen, Carsten Jancker helyére csereként beállva a 83. percben.
Egy hónap múlva az Unterhaching ellen már a kezdőben kapott helyet, de az igazi áttörést a Bajnokok Ligája hozta meg számára: a Bayernt sújtó sérüléshullám miatt kezdőként lépett pályára a Real Madrid elleni BL-elődöntőkön, ahol remek teljesítményt nyújtott. A döntőben is játszott, s ott sem okozott csalódást. A 120 perc és a büntetőrúgások után ő lett az első kanadai, aki magasba emelhette a Bajnokok Ligája-serleget, valamint a két angol válogatott játékos egyike, aki nem angol klubbal nyert BL-t. (A másik játékos, Steve McManaman a Real Madriddal nyert.) Hargreaves a szezonban a Bayern-nel a bajnoki címet is elhódíthatta.
A 2001–02-es szezonban megalapozta helyét a kezdőcsapatban, és fontos játékos lett. Összesen 46 mérkőzésen játszott, többek közt az UEFA-szuperkupa-döntőben 2001-ben és az Interkontinentális kupa-fináléban is. A 2002-es világbajnokság után részese lehetett a Bayern duplázásának: megnyerték a bajnokságot, valamint a Német Kupát is.
2002-től kezdve Owen egyre gyakrabban panaszkodott, hogy nem érzi jól magát Münchenben (közben több izomsérülés is sújtotta), néhány nagyobb angol klubbal tárgyalásokba is kezdett, ám mindig kudarcba fulladtak a próbálkozások – a hírek szerint a legagilisebben a Tottenham Hotspur szerette volna átcsábítani őt. 
Csodálatos lenne Londonban élni és dolgozni
-nyilatkozta Hargreaves, akit hívott a Middlesbrough is (a menedzser, Steve McClaren stabil helyet ígért neki a kezdőcsapatban), ám végül a játékos úgy döntött, hogy szerződése utolsó évét még a bajor csapatnál tölti ki. Végül maradt Münchenben, s ő szerezte a 2005–06-os idény első találatát is. Az egész szezont bombaformában játszotta végig, csapata ismét bajnokság- és kupaarannyal zárta a szezont, Hargreaves pedig meghívást kapott a 2006-os németországi világbajnokság angol keretébe.
A bajnokságot egyébként balhátvédként kezdte a Borussia Mönchengladbach ellen (kiválóan, a tökéletes felé közelítő 1.5-ös osztályzatot kapva a Kickertől), majd mivel szokásos helyén mindössze Karimivel, Schweinsteigerrel, Salihamidžić-csel és Zé Roberto-val kellett volna megküzdenie, "kényszerből" középső védekező középpályásként foglalkoztatta őt Felix Magath.
A labdarúgó a 2006-os világbajnokság után nyíltan kijelentette, hogy szívesen igazolna Angliába, leginkább a Manchester United-be, a Bayern viszont ragaszkodott a középpályáshoz, és tárgyalni sem volt hajlandó az angol csapat illetékeseivel, sőt, a bajor klub azzal fenyegette meg a Manchestert, hogy feljelenti őket a Nemzetközi Labdarúgó-szövetségnél. 
"Hargreavesnek azt tanácsolom, hogy maradjon csendben. Ellenkező esetben dühbe gurulok, s az nem lesz jó Owennek. Nem is értem, hogy legutóbbi két beszélgetésünk után miért erőlteti a dolgot. Szó sem lehet a távozásáról, ezt ő is tudja" - jelentette ki Uli Hoeneß, a bajorok menedzsere.
Hargreaves szerződése 2010-ig szólt, a Vörös Ördögök nyáron 17 millió fontot ajánlottak érte – télen viszont maguk a németek ajánlották fel Hargreavest a Chelsea-nek cserébe Arjen Robbenért. Hoeness is meggondolta magát, hiszen kijelentette, hogy 25 millió fontért elengednék nyáron az angolt. A nyári átigazolási hercehurca után nem sokkal a válogatott játékos súlyos sérülést szenvedett, eltört szárkapocscsontja, s emiatt egészen februárig pihenőre kényszerült.

### Manchester United
A Bayern végül mégis elengedte a játékost, 2007. július 1-jén, 4 évre írt alá a Manchester Unitedhez közel 17 millió fontért. A 4-es számú mezt kapta a csapatnál, ami korábban Gabriel Heinzéé volt.
A Peterborough United elleni barátságos meccsen debütált augusztus 4-én. Első Premier League mérkőzésén csapata kikapott a Manchester City-től 1–0-ra. Első gólját március 1-jén szerezte a Fulham ellen. Majd április 12-én a 71. percben megnyerte a meccset a Manchester Unitednek gyönyörű szabad rúgás góljával a 71., percben ezzel kulcsfontosságú szerepet játszva hogy rá egy hónapra bajnok lett a Manchester United.
A 2008–09-es szezonban mindössze két bajnoki mérkőzésen léphetett pályára súlyos sérülése miatt, rehabilitációja jelenlege is tart. 2008 novemberi térdműtétje után orvosai azt jósolták neki, hogy 2010 januárja előtt nem térhet vissza, ő azonban már idén októberben újra játszana.

### Válogatott
2000. augusztus 31-én, 19 évesen szerepelt először az angol U21-es válogatottban Grúzia ellen. Játszott még az olaszok és a spanyolok ellen is barátságos mérkőzéseken.

A Bayern Münchenben bemutatott remek teljesítményének köszönhetően 2001. augusztus 15-én a felnőtt válogatottban is bemutatkozhatott. 
Természetesen nem vártam, hogy beválasztanak. Miért pont én? Még csak 20 éves vagyok. Csupán 20 meccsen játszottam a Bayern Münchennel, de még 200-300-at akarok és mindegyiken kezdeni szeretnék.
A háromoroszlánosok között először Hollandia ellen játszott egy félidőt, majd második mérkőzésén idegenben 5–1-re győzték le a németeket.
Sven-Göran Eriksson magával vitte Hargreavest a 2002-es ázsiai világbajnokságra, ahol a középpályás a kezdőcsapatban kapott helyet, azonban második mérkőzésén, Dánia ellen megsérült, miután Michael Owennel ütközött a 18. percben.
Részt vett a 2004-es Európa-bajnokságon Portugáliában és a selejtezőkön is, igaz, mindig csak csereként lépett pályára.
A 2006-os világbajnokság keretébe is bekerült; az angol nemzeti tizenegy legkellemesebb csalódása volt, ráadásul jobbhátvédként és középső védekező középpályásként is megállta helyét. Első mérkőzését a németországi vb-n Paraguay ellen játszotta, majd a svédek ellen kezdőként léphetett pályára. Ecuador ellen jobbhátvédként is csapata egyik legjobbja volt, majd a portugálok elleni negyeddöntőben már újra a középpályán kapott helyet. Akkor sem lehetett rá panasz, hiszen őt választották meg a Mérkőzés emberének, ráadásul a tizenegyesét is magabiztosan értékesítette.
A szurkolók szavazatai alapján Hargreaves lett a vb legjobb angol játékosa, januárban pedig őt választották meg az Év angol játékosának is.

## Statisztika
| Csapat            | Szezon  | Bajnokság | Bajnokság | Kupa  | Kupa | UEFA  | UEFA | Összesen | Összesen |
| Csapat            | Szezon  | Meccs     | Gól       | Meccs | Gól  | Meccs | Gól  | Meccs    | Gól      |
| ----------------- | ------- | --------- | --------- | ----- | ---- | ----- | ---- | -------- | -------- |
| Bayern München    | 2000-01 | 14        | 0         | 1     | 0    | 4     | 0    | 19       | 0        |
| Bayern München    | 2001-02 | 29        | 0         | 4     | 0    | 14a   | 0    | 47       | 0        |
| Bayern München    | 2002-03 | 25        | 1         | 5     | 1    | 5     | 0    | 35       | 2        |
| Bayern München    | 2003-04 | 25        | 2         | 3     | 0    | 6     | 0    | 34       | 2        |
| Bayern München    | 2004-05 | 27        | 1         | 3     | 2    | 8     | 0    | 38       | 3        |
| Bayern München    | 2005-06 | 16        | 1         | 4     | 2    | 3     | 0    | 22       | 3        |
| Bayern München    | 2006-07 | 9         | 0         | 1     | 0    | 5     | 0    | 15       | 0        |
| Bayern München    | Össz.   | 145       | 5         | 21    | 5    | 45    | 0    | 211      | 10       |
| Manchester United | 2007-08 | 16        | 1         | 2     | 0    | 2     | 0    | 20       | 1        |
| Manchester United | Össz.   | 16        | 1         | 2     | 0    | 2     | 0    | 20       | 1        |
| Összesen          |         | 161       | 6         | 23    | 5    | 47    | 0    | 231      | 11       |

aEbből 1 Interkontinentális kupa mérkőzés.

## Külső hivatkozások
- Owen Hargreaves pályafutásának statisztikái a Soccerbase oldalon (angolul)

- Hivatalos weboldal